# Max von Seydel
Maximilian Anton von Seydel, född 7 september 1846 i Germersheim, Bayern, död 23 april 1901 i München, var en tysk jurist.
Seydel var från 1881 var professor i statsrätt vid Münchens universitet. Han behandlade i flera utförliga arbeten den bayerska stats- och förvaltningsrätten samt bearbetade såväl Tyska rikets statsrätt som den allmänna statsläran.
I sina arbeten hävdade han de tyska småstaternas självständiga statliga rättsställning. Därjämte deltog han i redaktionen av "Annalen des Deutschen Reichs" (tillsammans med Georg Hirth), "Blätter für administrative Praxis" och "Kritische Vierteljahresschrift für Gesetzgebung und Rechtswissenschaft".
Seydel var även skald under pseudonymen Max Schlierbach (Gedichte, 1872, andra upplagan 1900; ny följd 1880, andra upplagan 1900).

## Fotnoter
1. 1 2  Gemeinsame Normdatei, läst: 24 april 2014.[källa från Wikidata]
2. ↑  Libris, Kungliga biblioteket, 7 januari 2013, Libris-URI: 86lptb7s3kx87tn, läst: 24 augusti 2018.[källa från Wikidata]
3. 1 2  Tjeckiska nationalbibliotekets databas, NKC-ID: mub20191050629, läst: 19 december 2022.[källa från Wikidata]